# Everbecq
Everbecq (Everbeek en néerlandais) est une section de la commune belge de Brakel dans le Denderstreek située en Région flamande dans la province de Flandre-Orientale. C'était une commune à part entière avant la fusion des communes de 1977.

## Histoire
Disputé entre le comté de Hainaut et le comté de Flandre pendant l'Ancien Régime, le village se nommait tantôt Everbecq, tantôt Everbeke et appartenait à la province wallonne de Hainaut avant la modification de la frontière linguistique adoptée en 1962.

## Démographie

### Évolution démographique
- Sources : INS, Rem. : 1831 jusqu'en 1970 = recensements, 1976 = nombre d'habitants au 31 décembre[2].

## Personnalités
Everbecq est le village natal du nationaliste flamand Staf De Clercq, chef de file du VNV qui collabora avec les nazis.